# Château de La Varenne
Pour les articles homonymes, voir Château de la Varenne (Haironville).
Le château de La Varenne est un château fort situé à La Varenne, en France.

## Localisation
Le château est situé dans le département de Maine-et-Loire, sur la commune de La Varenne.

## Historique
Construit à partir des années 1850  par la famille de La Bourdonnaye, l'édifice est inscrit au titre des monuments historiques en 1992.
Vendu à un promoteur immobilier en 2000, il est aujourd'hui divisé en 21 appartements de standing (12 dans le château et 9 dans sa dépendance).